# Хокер хантер
Хокер хантер (енгл. Hawker Hunter) је био британски млазни једносједи ловац, ловац-бомбардер и двосједи авион за обуку, кога је производила фабрика Хокер Еркрафт (Hawker Aircraft). Служио је много година у Краљевском ратном ваздухопловству и кориштен је у 22 ратна ваздухопловства. Произведено је 1972 авиона.

## Развој
Прототип једносједа је полетио у јулу 1951, а 1954. ушао је у наоружање РАФ-а
Прототип двосједа је први пут полетио 1955. године, а 1958. ушао у наоружање

## Карактеристике
Једносјед ловац и ловац-бомбардер, двосјед авион за обуку
- Посада: један пилот, или два пилота (верзије за обуку)
- Први лет: 1951.
- Ушао у употребу: 1954.
- Произвођач: Хокер Еркрафт (Hawker Aircraft)

### Димензије
- Дужина: 13.98
- Размах: 10.25
- Висина: 4.02
- Површина крила: 32.42

### Масе
- Празан: 6406
- Оптерећен: ?
- Максимална полетна маса: 10796

### Погонска група
- Мотор: један, Ролс Ројс Авон Марк 207 (Rolls Royce Avon Mk 207)
- Потисак: 4604

### Перформансе
- Максимална брзина: 1125  на 0
- Борбени радијус: 370 , ?  са допунским резервоарима
- Оперативни плафон: 15695
- Брзина уздизања: ?

### Наоружање
- Стрељачко: 4 топа Аден од 30
- Бомбе: 227 и 454 Kg, укупно до 1500
- Ракете: до 24 ракете 76 mm ваздух-земља

## Оперативна употреба
- Блиски исток

Током Суецке кризе 1956., Хантери из базе РАФ-а на Кипру су летјели до Египта као заштита за млазне бомбардере Инглиш Илектрик Канбера. У Шестодневном рату 1967., Хантери ирачког и јорданског ваздухопловства су учествовали у борбама. Укупно 16 је изгубљено у ваздушним борбама, али већина јорданских Хантера је уништена на земљи приликом изненадног израелског напада.
- Аден

Кориштен у нападима на побуњеничке положаје од 1964 до 1967.
- Брунеји и Борнео

Локалне операције против побуне 1962.
- Чиле

У нападима 1973. на предсједничку палату Салвадора Аљендеа и друге циљеве током државног удара.
- Сомалија

Режим Сијада Бареа је користио Хантере за нападе на побуњенике у грађанском рату у Сомалији.
- Родезија (Зимбабве)

"Бијела“ власт у Родезији је користила авион против ЗАНУ и ЗАПУ побуњеника 60-их и 70-их година. Касније, по формирању Зимбабвеа, авиони су кориштени у новој држави до деведесетих.
- Либан

Кориштени од 1958. Један оборен у рату 1967, остали кориштени у грађанском рату 1983. Изгледа да су неки Хантери и даље у саставу РВ, али њихове летне способности су под знаком питања због недостатка резервних дијелова.
- Индијско-пакистански ратови
  - 1965.

Индија је користила Хантере за нападе на земаљске циљеве, гдје су уништили бројне пакистанске тенкове и други материјал.
У ваздушним борбама уништено је 8 Хантера, али су и оборили 6 пакистанских ловаца F-86 сејбр. 
- - 1971.

Око 50 пакистанских Т-59 и М-4 Шерман тенкова и 100 возила је уништено од стране Хантера. 
Други напади на многе земаљске циљеве су извођени. Изнад Источног Пакистана (Бангладеша), Хантери су оборили 7 F-86 Сејброва.